# گراز بدبوی چاکویی
گراز بدبوی چاکویی (نام علمی: Catagonus wagneri) نام یک گونه از تیره گراز بدبو است.